# Ford model T
Ford model T (hovorově zvaný také Tin Lizzie, plechová Líza nebo Flivver, Kraksna nebo také Leaping Lena) byl automobil vyráběný společností Ford Motor Company Henryho Forda od roku 1908 do roku 1927. Rok 1908 se díky němu stal historickým milníkem, počátkem široké popularity automobilu v USA, první masově motorizované zemi světa. 
Model T je všeobecně pokládán za první cenově dostupný vůz, který „postavil Ameriku na kola,“ a to díky Fordovým inovacím, jako byla výroba na montážní lince namísto individuální ruční výroby nebo myšlenka platit zaměstnancům mzdu úměrnou ceně vozu. 
První sériový vůz modelu T byl postaven 27. září 1908 v továrně Piquette Plant v Detroitu. Do května roku 1927, tedy za necelých 20 let bylo vyrobeno přibližně 15 miliónů automobilů (podrobněji viz tabulka výroby v jednotlivých letech). Tento bezprecedentní rekord vydržel 45 let až do roku 1972. Volkswagen Brouk ovšem na překonání tohoto počtu potřeboval 35 let (1938–1972),  případně nejméně 29 let, pokud odečteme roky 1939–1945, kdy výroba byla minimální a výhradně pro válečné účely.
Od založení automobilky v roce 1903 do příchodu modelu T Ford vyráběl nebo navrhl několik modelů automobilů. Řada začala modelem A, nebylo zde však 19 vyráběných modelů (od A do T), některé totiž zůstaly jen prototypem. Bezprostředně před modelem T se vyráběl Ford model S, vylepšená verze do té doby nejúspěšnějšího Fordu – modelu N.
Oproti očekávání nenásledoval po Fordu T model U, ale Ford model A. Společnost veřejně prohlásila, že nové auto je o tolik lepší než staré, že Henry Ford chtěl začít znovu od písmene A. Poté, co k tomu došlo, byl první automobil značky Plymouth postavený konkurenčním Chryslerem přezdíván „Model U“.
V roce 1999 byl Ford model T vyhlášen Automobilem století. O rok později byl motor Ford model T zařazen mezi 10 nejlepších motorů století.
| „            | Postavím auto pro masy. Bude dost velké pro rodinu, ale také dost malé na to, aby s ním jeden člověk mohl jezdit a starat se o ně. Bude vyrobeno z nejlepších materiálů, nejlepšími zaměstnanci, s nejjednodušší konstrukcí, kterou je moderní inženýrství schopno vymyslet. Ale bude tak levné, že každý člověk pracující za dobrý plat bude vlastnit jedno - a užívat si se svou rodinou mnoho hodin radosti pod božím širým nebem. | “ |
| — Henry Ford | |   |

## Popis vozu

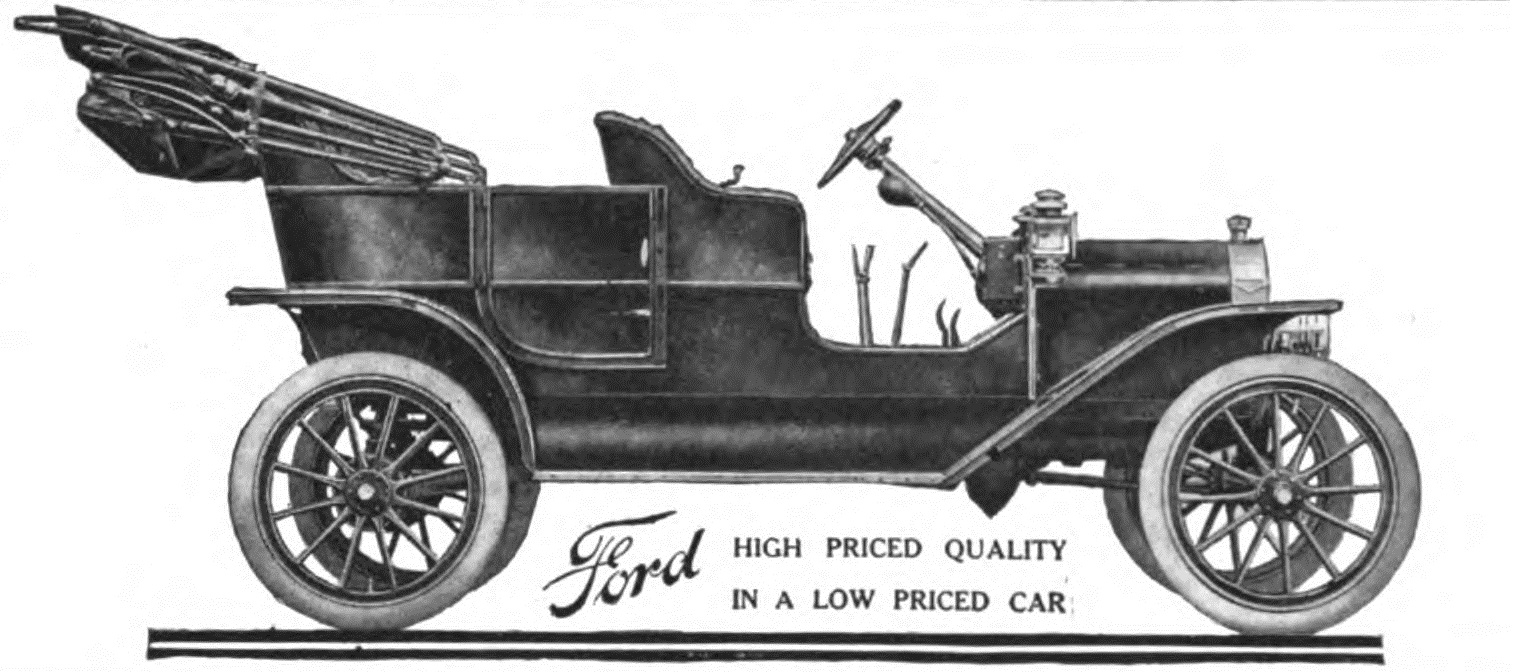
Reklama na Ford model T z roku 1908

Ford model T byl navržen C. H. Willsem a dvěma maďarskými imigranty Josephem A. Galambem a Eugenem Farkasem.

### Motor a způsob startování

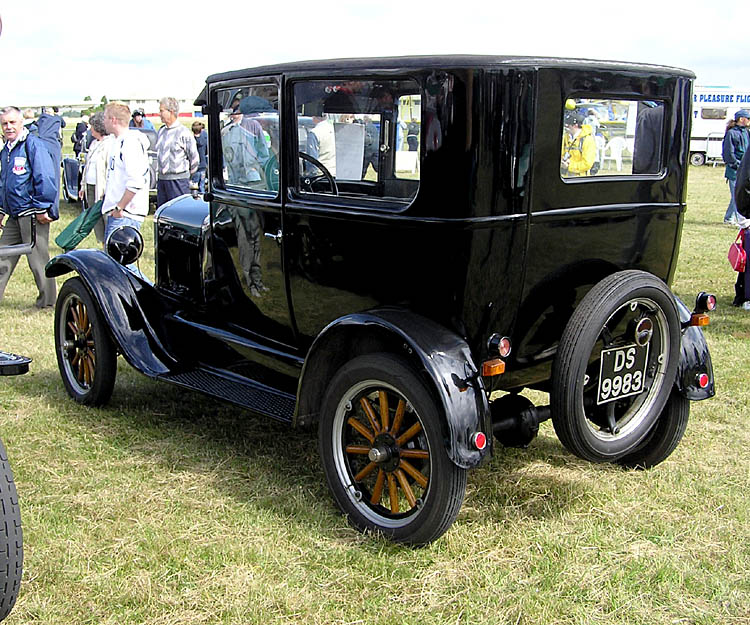
Ford „nový model“ T s karoserií Tudor Sedan z roku 1925

Model T měl vpředu montovaný čtyřválcový řadový zážehový motor o objemu 2,9 litrů o výkonu 15 kW (20 koní) s nejvyšší rychlostí 64–72  km/h. Tento malý čtyřválcový motor byl známý rozvodem SV s konstrukcí hlavy ve tvaru L. Podle společnosti Ford Motor měl model T spotřebu přibližně od 11,1 do 18,7 litrů na 100 km. Motor byl schopný spalovat benzín nebo ethanol, ačkoliv klesající cena benzínu a pozdější zavedení prohibice udělala z ethanolu nepraktické palivo.
Setrvačníkové magneto (předchůdce alternátoru) vytvářelo nízké napětí střídavého proudu, kterým napájelo indukční cívku a ta vytvářela vysoké napětí. Tento impuls byl rozdělovačem poslán k zapálení do jednotlivých válců. Předstih zážehu bylo možné nastavit ručně použitím páčky namontované na sloupku řízení, která otáčela rozdělovačem. Bylo však potřeba určitých zkušeností k nalezení správného časování při různých otáčkách a zatížení. Baterie byla využívána pro startování: při startování klikou nemuselo magneto vždy vyrobit dostatečný proud. Když byly v roce 1915 zavedeny elektrické světlomety, bylo magneto posíleno na dodávky energie pro světla a klakson. Kvůli požadavku spolehlivosti a jednoduchosti byla zapalovací cívka a magneto zachováno i poté, co bylo auto vybaveno dynamem a baterií pro elektrické startování a osvětlení. Většina aut prodaných po roce 1919 již byla vybavena elektrickým startováním, které bylo ovládáno malým kulatým pedálem před sedadlem řidiče.

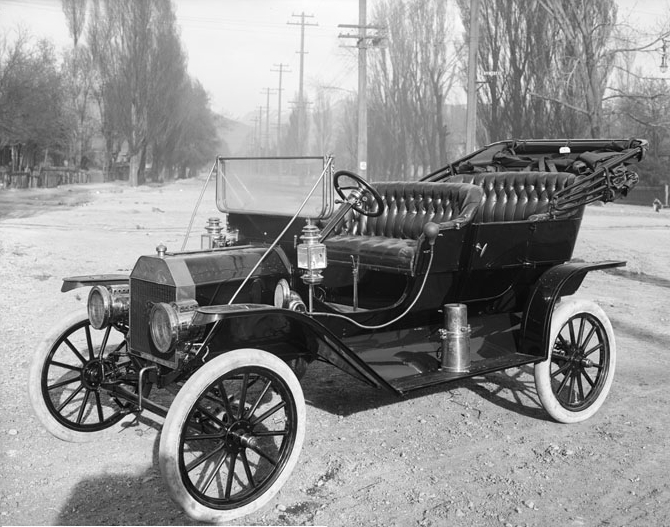
Ford model T z roku 1910

Před startováním modelu T pomocí kliky musela být jiskra opožděna, jinak motor místo naskočení „nakopl“ startující osobu. Rukojeť kliky bylo lepší uchopit do dlaní než popadnout s palcem přes vrch rukojeti, protože když motor „nakopl“, prudký pohyb kliky zpět odmrštil ruce z rukojeti, což bylo lepší než vymknuté zápěstí nebo zlomení palce. Většina Téček měla ovládání sytiče pomocí lanka pod chladičem, kde mohla být ovládána levou rukou, zatímco pravou rukou řidič startoval motor.
Palivová nádrž o objemu 38 litrů byla montována do rámu pod přední sedadlo. Jedna varianta měla karburátor upravený pro běh na ethanol, který si mohli farmáři vyrábět sami doma. Protože palivo z nádrže teklo do karburátoru samospádem, nemohl model T jezdit do prudkých kopců, pokud byla v nádrži nízká hladina paliva. Jednoduchým řešením bylo vyjíždění kopců na zpětný chod. V roce 1926 byla palivová nádrž přesunuta na většině modelů pod kapotu.
První motory byly vyráběny firmou Lakeside Foundry v Detroitu. Ford však záhy firmě vypověděl smlouvu, protože si začal vyrábět motory sám.
Prvních několik stovek vozů bylo vybaveno vodním čerpadlem, jeho využití však bylo brzy zrušeno. Ford se rozhodl pro levnější a spolehlivější systém oběhu chladicí kapaliny, založeném na termosifonovém principu. Spočíval v umístění chladiče výše než motoru. Díky tomu horká voda vystoupala z motoru do horní části chladiče, zde postupným ochlazováním klesala dolů chladičem a tekla zpět do motoru. Vodní čerpadla byla však k dispozici k dokoupení jako volitelné vybavení.

### Převodovka a hnací ústrojí

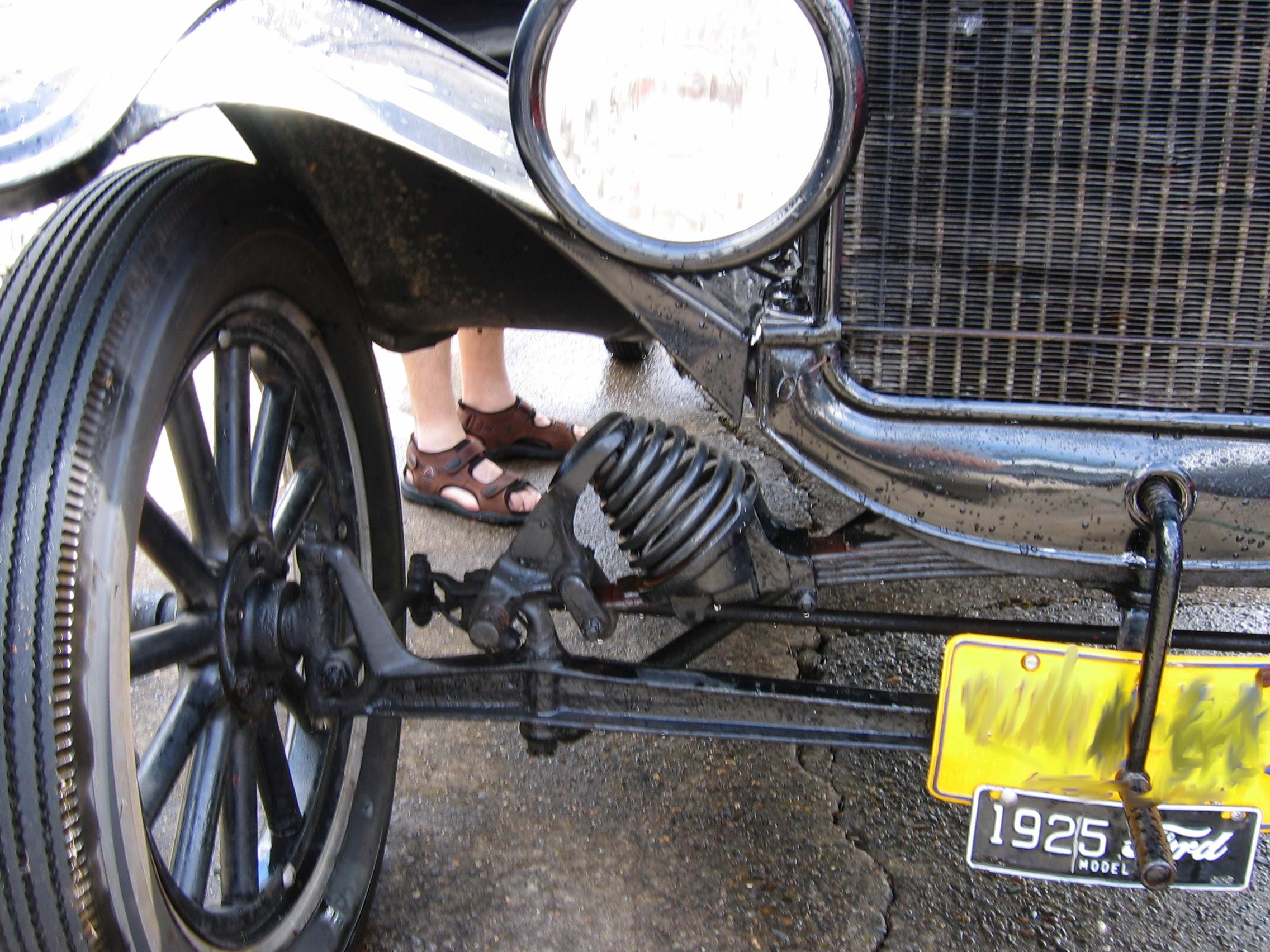
Zavěšení kol na Fordu model T. Vinutá pružina je volitelná dokupovaná výbava, nabízená jako „Hasslerův tlumič kmitů.“

Model T měl pohon zadních kol. Převod probíhal pomocí planetového soukolí a převodovka byla nazývána třístupňovou, ve skutečnosti měla 2 rychlostní stupně pro jízdu vpřed a jeden rychlostní stupeň pro jízdu vzad.
Převodovka byla ovládána pomocí tří pedálů a páky, umístěné u řidičova sedadla na straně přivrácené ke středu vozovky. Plyn byl ovládán páčkou na sloupku řízení. Levý pedál se používal na zařazení rychlosti. Když byl sešlápnut a držen vpředu, byl zařazen nízký (pomalý) převod. Když byl držen v prostřední poloze, bylo vyřazeno (poloha neutrál). Vyřazení se dalo dosáhnout i vytáhnutím páky do svislé polohy. Když byla páka tlačena dopředu a řidič sundal nohu z levého pedálu, model T zařadil vyšší převodový stupeň. Automobil mohl takto jet, i když řidič neměl sešlápnutý žádný pedál. Nebyl zde spojkový pedál.
Prostřední pedál se používal pro zařazení zpětného chodu a pravý pedál ovládal motorovou brzdu. Levý pedál se používal také k ovládání parkovací brzdy, která byla v provozu, pokud byl pedál přesunut do zadní polohy. Zároveň sloužil jako nouzová brzda.
I když to bylo velmi neobvyklé, hlavně v zimě se stávalo, že řídící pásy vypadly z nastavení pomalého převodu a přidalo se tak další nebezpečí při pokusu nastartovat vůz klikou: automobil se mohl po nastartování rozjet, i když byl zařazen neutrál.
Síla se dostala k diferenciálu přes kulový kloub a kardanový hřídel, který byl napojen na zadní osu. Některé vozy (hlavně nákladní) mohly být volitelně vybaveny dvourychlostním převodem v zadní nápravě, ovládaným pákou na podlaze vozu. Všechny převody byly vyrobeny z vanadové oceli a běžely v olejové lázni.

### Nápravy a kola
Zavěšení používalo napříč montovanou poloeliptickou listovou pružinu, jednu pro přední a jednu pro zadní osu, náprava tedy byla tuhá.
Přední osa byla vytvořena z jednoho kusu vanadové oceli kováním v zápustce. Ford mnoho náprav osmkrát zkroutil a rozeslal je prodejcům, aby na nich mohli zákazníkům ukazovat jejich odolnost.
Model T neměl dnešní provozní brzdu, ovládanou pedálem. Pravý pedál ovládal pás kolem bubnu v převodovce, který zastavil otáčení kol. Výše zmíněná páka parkovací brzdy ovládala pásovou brzdu na zadním brzdovém bubnu.
Kola byla dřevěná loukoťová, ocelová (drátová) paprsková byla k dispozici v letech 1926 a 1927.
Obutá byla v pneumatikách, které měly v průměru 76 cm (30 palců); přední byla široká 5 cm, zadní 8,9 cm.
Rozvor byl přibližně 2 515 mm (99 palců). Zatímco standardní šířka byla 142 cm, dala se objednat i šířka 152 cm v nabídce „pro jižní silnice“.

### Změny konstrukce
Během výroby modelu T proběhlo několik větších změn v konstrukci. Jedna z prvních změn se týkala použití chladiče a světlometů z mosazi. Klakson a některé další detaily byly také mosazné. Mnoho z prvních vozů mělo otevřené karoserie, byly levnější na výrobu než uzavřené vozy. Do modelového roku 1911 (kdy byly přidány do cestovní verze) neměly vozy vyrobené v Americe dveře pro řidiče. Pozdější modelové roky obsahovaly uzavřené karoserie (představené v roce 1915): sedany, coupé a v roce 1917 nákladní podvozek.
Nákladní podvozek (pojmenovaný Ford model TT) se lišil hlavně zesíleným rámem a o dvě stopy (cca 61 cm) prodlouženým rozvorem. Spousta firem se zabývala stavbou karosérií na tyto podvozky, a tak vznikaly různé cisterny, autobusy, hasičské vozy a mnoho dalších nástaveb.
Přední světla byly původně mosazné acetylenové lampy, ale nakonec vůz získal elektrické osvětlení.
Model T využíval některé vyspělé technologie, například použití vanadové oceli. Její životnost byla fenomenální a mnoho vozů či jejich částí byly v provozu i o 80 let později.

### Barvy
| „                                                                             | Každý zákazník si může vybrat jakoukoli barvu, pokud chce černou. | “ |
| — Výrok, který je neprávem připisován Henry Fordovi v souvislosti s modelem T |                                                                   |   |

Model T byl však vyráběn i v jiných barvách, ale pouze v letech 1908 až 1914 a potom znovu v letech 1926 a 1927. Často se uvádí, že Ford vybral černou barvu, protože černý lak uschnul dříve než ostatní barvy, a to mu umožnilo vyrábět auta rychleji – nemusel tak dlouho čekat, až lak uschne.
Přes 30 různých druhů černé barvy bylo použito na lakování různých dílů modelu T. Rozdílné druhy barvy byly zdůvodněny splněním různých podmínek nanášení barev na rozdílné díly a rozdílnými časy na uschnutí, které závisely na barvě a metodě schnutí použité pro určitý díl. Fordovy technické záznamy naznačují, že černá barva byla zvolena pro svou cenu a trvanlivost.

## Výroba

### Masová výroba

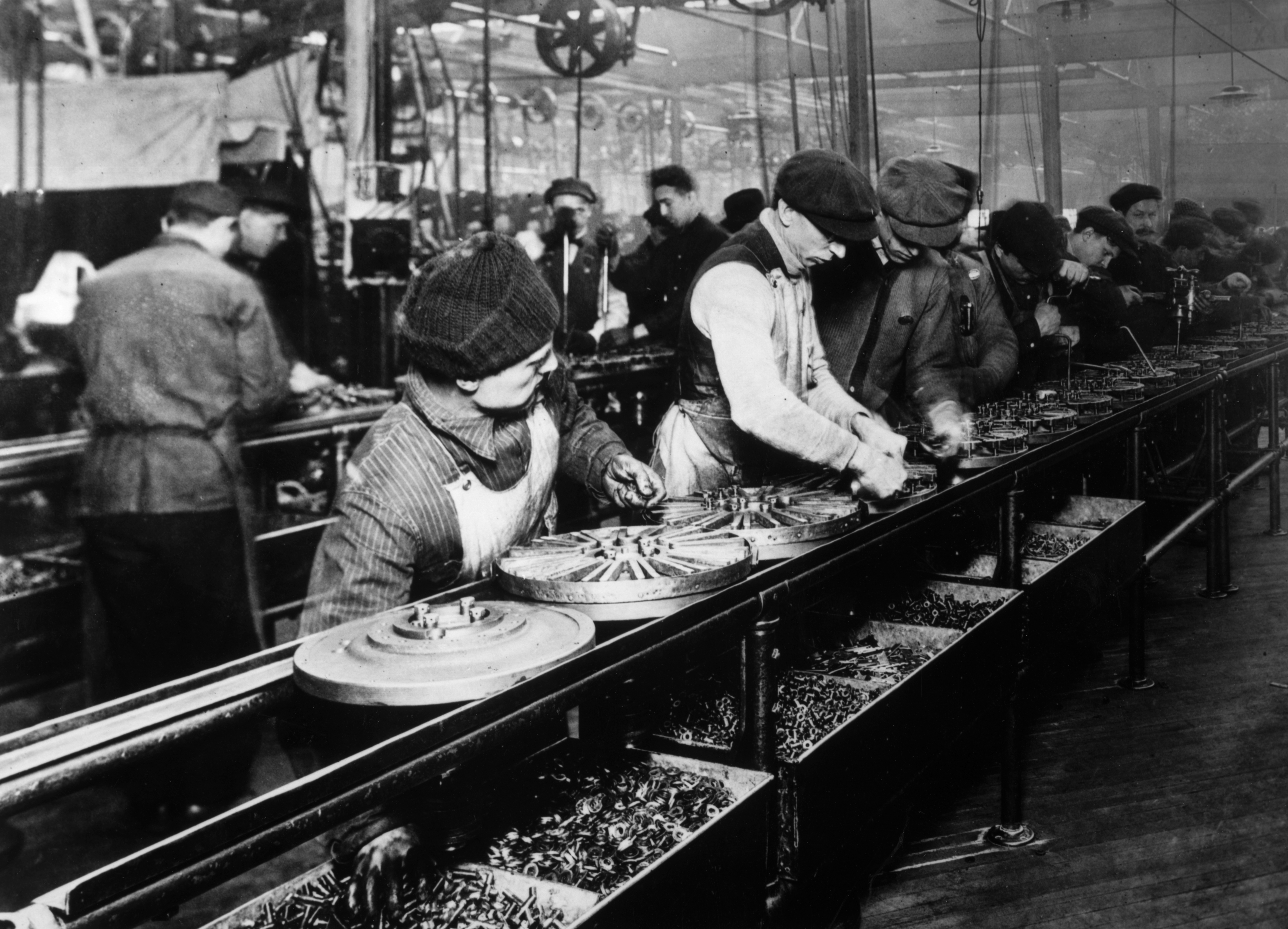
Fordova montážní linka v roce 1913

Model T byl první automobil vyráběný masově na montážní lince s kompletně zaměnitelnými díly, prodávaný střední třídě. Zpočátku používal výrobní metody své doby, byl montovaný ručně a produkce byla malá. Fordův závod Piquette nemohl pokrýt poptávku po modelu T, protože za první měsíc výroby bylo vyrobeno pouze 11 vozů. V roce 1910 po vyrobení téměř 12 000 automobilů přesunul Henry Ford celou společnost do Highland Parku.
Montážní linka byla Fordovi navržena Williamem C. Klannem po jeho návratu z návštěvy Chicagských jatek „Union Stock Yards“, kde viděl „demontážní linku“, na které byla zvířata porcována na pohybujícím se dopravním páse. Zaujala ho účinnost, s jakou vždy pracovník odřízl ten samý kousek masa. Sdělil svou myšlenku Peterovi E. Martinovi, který o myšlence pochyboval, ale povzbudil Klanna k tomu, aby myšlenku prosadil. 

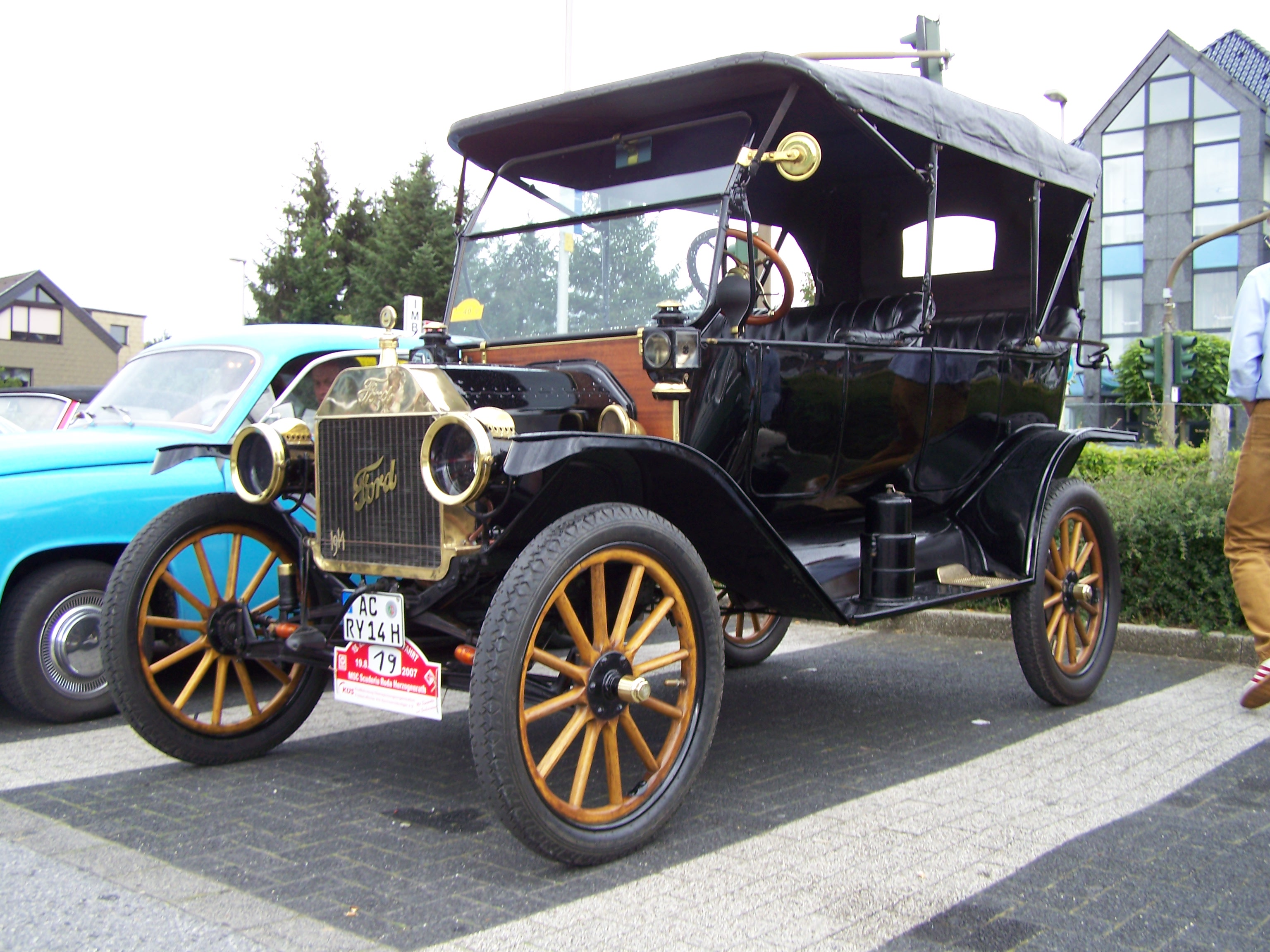
1914 Ford model T

I jiní lidé tvrdí, že právě oni vnukli Henrymu Fordovi myšlenku montážní linky, ale objev z jatek Williama „Pa“ Klanna je velmi dobře zdokumentován v archivu muzea Henryho Forda i jinde, což z něj činí otce konceptu moderních automatizovaných montážních linek. Proces byl vyvinut metodou pokusu a omylu týmem v hlavním složení z Petera E. Martina, ředitele továrny, Charlese E. Sorensena, Martinova asistenta, Harolda Willse, projektanta a nástrojaře, Clarence W. Averyho a Charlese Lewise. Když byl první vůz dokončen na výrobní lince, byl to právě Klann, kdo s ním hrdě sjel z výrobní linky před zástupci médií, diváky a Henry Fordem.
Výsledkem bylo, že Fordovy automobily sjížděly z linky v tříminutových intervalech, mnohem rychleji než při použití předchozích výrobních postupů, za současného růstu produktivity osm ku jedné (předtím bylo potřeba na výrobu vozu 12,5 hodin práce, po zavedení montážní linky byla již roku 1914 potřeba 1 hodina a 33 minut) za použití menší pracovní síly.

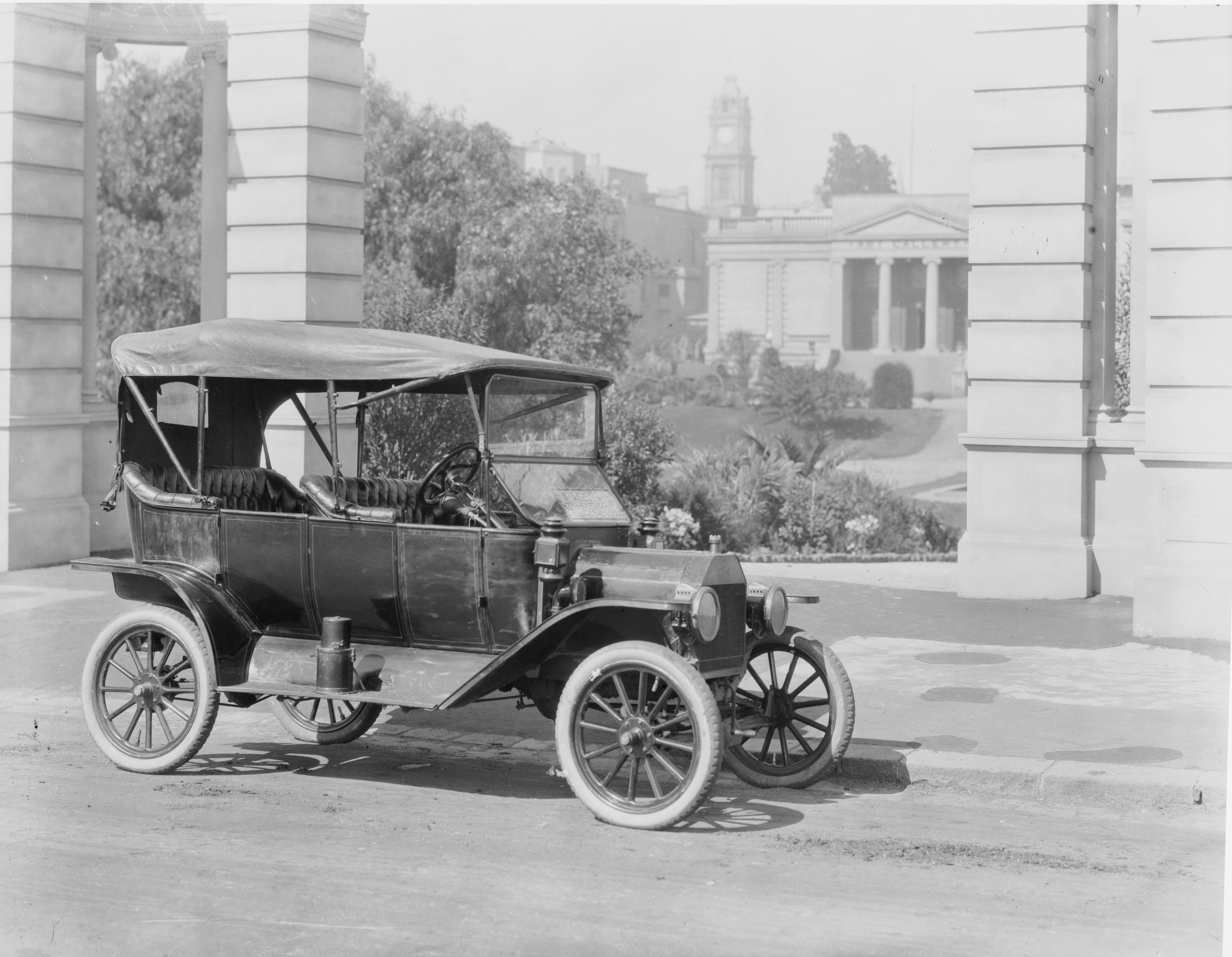
Model T parkuje před Geelongskou knihovnou v Austrálii v roce 1915

V roce 1914 vyrobil Ford více automobilů, než všichni ostatní výrobci dohromady. Model T byl velký obchodní úspěch a když časem Henry Ford vyrobil své 10 milionté auto, 9 z 10 vozů na celém světě mělo značku Ford. Byl natolik úspěšný, že Ford nepotřeboval mezi lety 1917 až 1923 platit žádnou reklamu. Celkem bylo vyrobeno 15 007 033 vozidel Ford model T, více než téměř kteréhokoliv jiného modelu po celé století.
Fordův výstřední přístup k výzkumu a vývoji počítal pouze s několika malými změnami modelu T během jeho výrobního života. Věřil, že model T má vše, co kdy člověk může chtít nebo potřebovat od automobilu. Jak však ostatní automobilky častěji zlepšovaly komfort a vzhled svých vozů a dostávaly se na porovnatelnou cenu, model T ztrácel tržní podíl. Nakonec, 31. května 1927 zastavila Ford Motor Company výrobu a začala připravovat změny, vedoucí k výrobě modelu A.
Výroba motoru pro model T však pokračovala až do 4. srpna 1941. Od skončení výroby vozu do skončení výroby motoru bylo ještě vyrobeno téměř 170 000 motorů. Tyto motory byly žádány jako náhradní díly pro opravu dříve vyrobených vozidel. Závodníci a nadšenci, předchůdci dnešních hot rodderů, používali bloky těchto motorů ke stavbě populárních a levných závodních motorů.

### Cena a produkce
Standardní čtyřsedadlový otevřený tourer modelového roku 1909 stál 850 dolarů, porovnatelné vozy v té době stály 2000–3000 dolarů. V roce 1913 cena klesla na 550 dolarů a v roce 1915 dosáhla úrovně 440 dolarů. Prodeje činily 69 762 kusů v roce 1911, 170 211 ks roku 1912, 202 667 ks v roce 1913, 308 162 vozů roku 1914 a 501 462 vozidel roku 1915. V roce 1914 si mohl pracovník montážní linky koupit model T za čtyřměsíční plat.
Ve dvacátých letech cena spadla až na 300 dolarů (kolem 3400 dolarů v roce 2006 po započtení inflace, asi 77 000 Kč podle průměrného kurzu dolaru v roce 2006) protože výkonnost montážní linky a objem výroby rostly. Henry také použil vertikální integraci průmyslových odvětví, potřebných k výrobě jeho vozů. Stanovil, jak vyrábět dřevěné bedny, v nichž mu jeho dodavatelé posílali díly. Po vybalení dílů rozebral bedny na jednotlivé díly, které použil v karoseriích svých vozů. Zbytky dřeva použil na výrobu dřevěného uhlí, které prodával pod značkou „Kingsford“, která je stále vedoucí značkou dřevěného uhlí.
Ford se o své zaměstnance staral, už v lednu 1914 zkrátil pracovní dobu na osm hodin denně a zavedl třetí směnu, takže vytvořil pracovní místa pro tisíce dalších lidí. Dělníci dostali přidáno na 5 dolarů za den (dvojnásobek toho, co jinde) a mohli si našetřit na tento vůz za pouhých 60 dní.
| Rok   | Produkce  | Cena verze Runabout [USD] | V cenách roku 2022 [USD] | Pozn. pod tabulkou |
| ----- | --------- | ------------------------- | ------------------------ | ------------------ |
| 1909  | 10 666    | 825                       | 26 871                   | A                  |
| 1910  | 19 050    | 900                       | 28 266                   |                    |
| 1911  | 34 858    | 680                       | 21 357                   |                    |
| 1912  | 68 733    | 590                       | 17 891                   |                    |
| 1913  | 170 211   | 525                       | 15 545                   |                    |
| 1914  | 202 667   | 440                       | 12 855                   | B                  |
| 1915  | 308 162   | 390                       | 11 282                   |                    |
| 1916  | 501 462   | 345                       | 9 278                    | C                  |
| 1917  | 735 020   | 500                       | 11 421                   |                    |
| 1918  | 664 076   | 500                       | 9 728                    |                    |
| 1919  | 498 342   | 500                       | 8 440                    |                    |
| 1920a | 941 042   | 395                       | 5 770                    | D                  |
| 1920b | 463 451   | 395                       | 5 770                    | E                  |
| 1921  | 971 610   | 325                       | 5 332                    | F                  |
| 1922  | 1 301 067 | 319                       | 5 577                    |                    |
| 1923  | 2 011 125 | 364                       | 6 252                    |                    |
| 1924  | 1 922 048 | 265                       | 4 525                    |                    |
| 1925  | 1 911 705 | 260                       | 4 339                    | G                  |
| 1926  | 1 554 465 | 360                       | 5 951                    |                    |
| 1927  | 399 725   | 360                       | 6 065                    | H                  |

Poznámky a vysvětlivky k tabulce
Součet podle údajů z této tabulky je zaokrouhleně 14,7 miliónu automobilů. Podle společnosti Ford i dalších zdrojů bylo vyrobeno přes 15 milionů vozů, často uváděný počet je 15 007 033 automobilů.. Údaje za roky 1909–1920 jsou za fiskální, nikoli kalendářní rok. Navíc v roce 1914 došlo ke změně účetního období a v roce 1920 se přešlo na vykazování výroby podle kalendářních roku, proto je rok 1920 v tabulce dvakrát (viz též poznámky k jednotlivým rokům přímo v tabulce). 
A: Cena verze tourer byla 850 dolarů.
 
B: Fiskální rok byl pouze 10 měsíců (změna konce účetního období z 30. září na 31. červenec).

C: Údaje podle knihy Davida Lewise.

D: Produkce za fiskální rok 1920 = 1. srpen 1919 až 31. červenec 1920. Cena původně byla 550 dolarů, ale klesla na 395 dolarů.

E: Produkce za zbytek kalendářního roku 1920 (přechod vykazování vyrobených počtu z fiskálního na kalendářní rok).

F: Původní cena 370 dolarů klesla v červnu na 325 dolarů.

G: Cena verze tourer byla 290 dolarů.

H: Výroba skončila v květnu 1927 za účelem přestavby výrobních linek na nový Ford model A.

### První světové auto
Ford model T byl prvním automobilem, který byl vyráběn na různých místech světa současně. První modely T mimo Ameriku začaly sjíždět z pásů ve Velké Británii (v roce 1914), následovala výroba v Německu a různých jihoamerických zemích, včetně Argentiny a Brazílie.

## Reklama a marketing
Ford vytvořil v Detroitu mašinérii masivní publicity, aby zajistil, že každé noviny otisknou příběhy a reklamy na jeho nový výrobek. Fordova síť místních prodejců učinila model T takřka všudypřítomným v každém městě v Severní Americe.
Nezávislí dealeři, frenčízanti, bohatli a propagovali nejen Ford, ale celý koncept automobilismu. Lokální kluby motoristů vznikly k pomoci nových řidičů a objevovaly venkov. Ford vždy chtěl prodávat zemědělcům, kteří hledali vozidlo jako komerční prostředek využitelný v jejich podnikání.
V roce 1918 byla polovina všech vozidel v Americe model T. Poslední vyrobený Ford model T v Detroitu měl výrobní číslo 15 007 033. Tento rekord počtu vyrobených vozů nebyl překonán po dalších 45 let.

## Dopad na Ford Motor Company
Ford začal v roce 1903 s 28 000 dolary od dvanácti investorů, většinu peněz měl od bratrů Johna a Horace Dodge, kteří si později založili vlastní automobilku. Během těchto prvních let vyráběl pouze pár automobilů denně v továrně sídlící na Mack Avenue v Detroitu ve státě Michigan. Skupiny dvou či tří mužů pracovali na každém voze s díly, které dodaly jiné společnosti. Henrymu Fordovi bylo 40 let, když založil Ford Motor Company, která se stala jednou z největších a nejziskovějších společností a také jednou z mála, která přežila Velkou hospodářskou krizi. Jako jedna z největších rodinných společností na světě zůstává kontrolována rodinným klanem přes 100 let.

## Autokluby
Vozidla vyrobená před rokem 1919 jsou klasifikována jako veteráni, vozy vyrobené po tomto roce jsou klasifikovány jako „vintage“. Dnes existují dva hlavní kluby, které podporují záchranu a zachování těchto vozidel: Model T Ford Club International a Model T Ford Club of America. Mnoho ocelových částí modelu T je stále vyráběno i dnes a dokonce jsou vyráběny laminátové repliky karoserií, pro populární styl hot rodu, zvaný T-bucket (proslavený písní rockového dua Jan and Dean „Bucket T“, kterou později nahrála i skupina The Who).

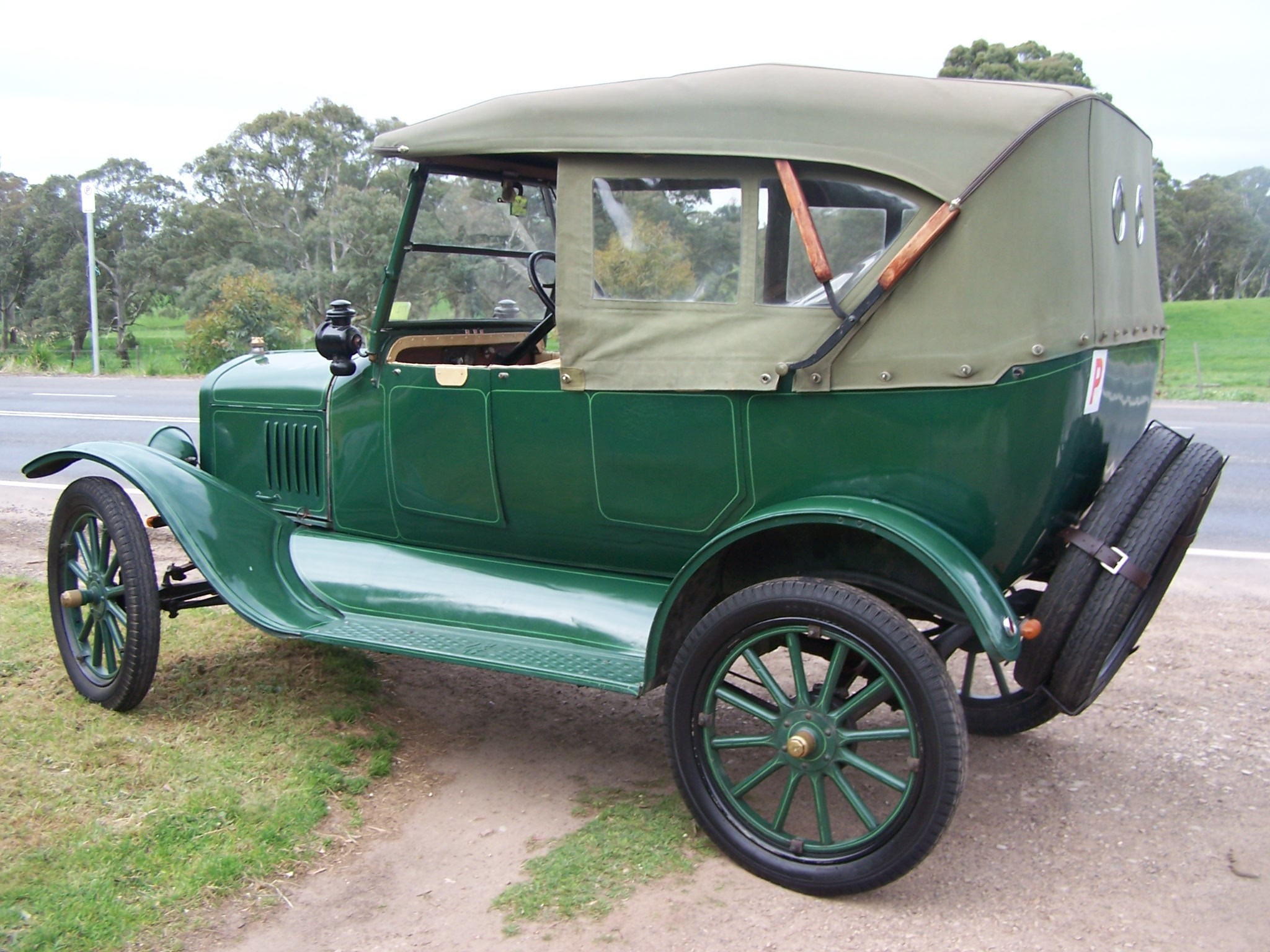
Australský Ford model T

## Model T v kultuře
- Model T se objevil v mnoha filmech s Laurelem a Hardym.
- Ve filmu Auta z roku 2006 byl jedním z obyvatelů Kardanové Lhoty model T pojmenovaný Lizzie [Lívie]
- V broadwayském muzikálu z roku 1949 „High Button Shoes“ zazněla píseň nazvaná „There's Nothing Like a Model T“ („Není nic jako model T“).
- Ford Model T se objevil ve hře Mafia: The City of Lost Heaven. Ve hře se objevil pod názvem Bolt Ace.[25]

## Kritika
V časopisu Time vyšel článek automobilového kritika Dana Neila, který model T zařadil mezi 50 nejhorších automobilů všech dob. Neil obviňuje masově vyráběné automobily v čele s modelem T z důsledků, kterými jsou těžké znečištění a válka na Blízkém východě.